# Abu-l-Qàssim Ibrahim Sultan
Mirza Abu-l-Qàssim Ibrahim Sultan fou un príncep mogol, únic fill de Karam el germà i rival d'Humayun (emperador 1530-1540 i 1555-1556).
Com a potencial candidat al tron fou un constant perill per Akbar als primers anys del seu regnat quan encara no estava prou consolidat, i el va fer tancar a la fortalesa de Gwalior on finalment fou executat el 1565 o 1567.